# Max Gluckman
Pour les articles homonymes, voir Gluckman.
Herman Max Gluckman est un anthropologue sud-africain né le 26 janvier 1911 à Johannesburg (Afrique du Sud) et mort le 13 avril 1975 à Jérusalem (Israël). Il est surtout connu pour avoir fondé l'école de Manchester en 1947, une institution de l'anthropologie, qui se base sur les études de cas et la résolution de conflits sociaux.

## Biographie

### Jeunesse et éducation
Max Gluckman naît à Johannesburg, alors en Union d'Afrique du Sud en 1911. Tout comme beaucoup d'autres anthropologues avec qui il travaille par la suite, il est de confession juive. Il étudie à l'Université du Witwatersrand, où il obtient un Bachelor of Arts en 1930. Après s'être brièvement intéressé aux études de droit, il décide de poursuivre ses études dans le domaine de l'anthropologie. Il fait la rencontre de Winifred Hoernle, qui devient son professeur. Il décroche l'équivalent d'un Master of Arts à Witwatersrand en 1934, puis perçoit une bourse Rhodes qui lui permet de partir étudier à l'Exeter College d'Oxford, en Angleterre.
A Oxford, le travail de Gluckman est supervisé par Robert Ranulph Marett, mais ses principales sources d'influence sont Alfred Radcliffe-Brown et Edward Evan Evans-Pritchard, les deux chercheurs qui ont donné naissance au structuro-fonctionnalisme. Gluckman mène les recherches pour sa thèse doctorale au Barotseland auprès des Lozis.

### Carrière académique
En 1939, il rejoint le Rhodes-Livingstone Institute (en) et en prend la direction deux ans plus tard. Il fait de l'institut un grand centre de recherches anthropologiques, tout en conservant des liens étroits avec l'institut après son déménagement en Angleterre en 1947 où il tient un cours à l'Université d'Oxford. En 1949, Gluckman devient professeur d'anthropologie à l'Université de Manchester, créant ainsi le département d'anthropologie.
Plus tard, il travaille sous l'administration britannique en Rhodésie du Nord (essentiellement aux côtés des Barotse/Lozis dans ce qui est actuellement la Province de l'Ouest en Zambie). Ce qui fait la renommée du département d'anthropologie de l'Université de Manchester provient du court apprentissage du droit par Gluckman, ce qui lui a permis de construire une approche différente des "études de cas" impliquant l'analyse des instances d'interactions sociales afin d'en déduire des caractéristiques de fonctionnement et de théoriser certains autres aspects. Gluckman est également reconnu pour ses conférences radiodiffusées intitulées "Custom and Conflict in Africa" (en français, "Coutumes et Conflits en Afrique", plus tard publié sous plusieurs éditions par l'Oxford University Press), ces dernières contribuant largement à la théorie du conflit.

### Prises de position
Gluckman est également un activiste politique, ouvertement anticolonialiste. Il s'est engagé directement dans des conflits sociaux et critiquait les contradictions culturelles des colonialistes, leur racisme, l'urbanisation et le déplacements de population africaines de leur pays vers la métropole pour le travail. Gluckman combinait des idées de l'école britannique du structuro-fonctionnalisme avec une vision marxiste des inégalités et de l'oppression, créant ainsi une critique du colonialisme de l'intérieur du structuralisme. Lors de ses recherches au Zoulouland en Afrique du Sud, il a exprimé une critique de l'uniformisation des sociétés africaine et européenne en une seule grande communauté unie, alors que pendant des années, la division entre les Blancs et les colonisés était hermétique.

### Postérité
"[Gluckman est] probablement l'anthropologue par excellence dont la vie personnelle, l'histoire et la conscience n'ont pas seulement incarné les crises critiques du monde moderne mais aussi formulé une nouvelle vision de l'anthropologie qui permet d'y répondre et de les étudier"

Bruce Kapferer (en), "Situations, Crisis, and the Anthropology of the Concrete. The Crisis in Anthropology", Social Analysis (en), hiver 2005.
Gluckman a eu une influence considérable sur beaucoup d'anthropologues et de sociologues, dont Lars Clausen, Ronald Frankenberg (en), Bruce Kapferer, J. Clyde Mitchell (en), Victor Turner, Johan Frederik Holleman (en) et d'autres de ses étudiants et interlocuteurs. La plupart d'entre eux se revendiquent comme appartenant à l'École de Manchester. Richard Werbner (en), aux côtés de sa femme Pnina (en) (la nièce de Gluckman), ont fait perdurer l'héritage de Gluckman à l'Université de Manchester après sa mort en 1975.
Le 14 septembre 2016, l'anthropologue Bernard Traimond a animé un cours libre sur Max Gluckman à l'Université de Bordeaux.

## Publications

### Par Max Gluckman
- Rituals of Rebellion in South-East Africa (1954)
- Order and Rebellion in Tribal Africa (Londres, Cohen and West, 1963)
- Politics, Law and Ritual in Tribal Society (1965)
- The Allocation of Responsibility (1972)

### Sur Max Gluckman
- Yann Tholoniat, Benoît de l'Estoile, Genèses : Max Gluckman (1940) : « Analysis of a social situation in modern Zululand », vol. 72 (no 3), 2008, 36 p. (lire en ligne), p. 119-155
- (de) Tilman Grottian, Systemtheoretische Ansätze bei Max Gluckman, Münster u.a, Lit, 1993, 123 p. (ISBN 3-89473-645-3)
- (en) Richard Brown, The Journal of African History : Passages in the Life of a White Anthropologist : Max Gluckman in Northern Rhodesia, 1979 (lire en ligne), p. 525-541
- (en) Raymond Firth, Max Gluckman, Londres, Oxford University Press, 1975, 496 p.
- (en) Hugh Macmillan, African Affairs : Return to the Malungwana Drift - Max Gluckman, the Zulu Nation and the Common Society, vol. 94, Oxford University Press (no 374), janvier 1995, 27 p. (lire en ligne), p. 39-65
- Pierre Bonte et Michel Izard (dir.), Dictionnaire de l'ethnologie et de l'anthropologie, Paris, Presses universitaires de France, 2007 (1re éd. 1991), 842 p. (ISBN 978-2-13-055999-3), « Max Herman Gluckman », p. 302
- Adam Kuper, L'anthropologie britannique au XXe siècle, Paris, Ed. Karthala, 2000, 273 p. (ISBN 978-2-84586-080-3, lire en ligne), « Leach et Gluckman », p. 168